# Maaja Ranniku
Maaja Ranniku est une joueuse d'échecs soviétique puis estonienne née le 1er mars 1941 à Abja et morte le 24 octobre 2004 à Tallinn. Maître international féminin depuis 1964, elle a remporté le championnat d'URSS d'échecs en 1963 et 1967 et le championnat d'Estonie à dix reprises de 1961 à 1991. Elle fut sixième du tournoi des candidates au championnat du monde d'échecs féminin en 1964.
Ranniku a représenté l'Estonie lors de l'Olympiade d'échecs de 1992 : elle jouait au troisième échiquier de l'équipe d'Estonie qui finit onzième.